# 季道帥
季道帥（1992年2月7日—），中國男子排球運動員，亦為中國國家男子排球隊成員，身高1.97米，司職主攻，現時效力於山东體彩男排。

## 运动生涯
季道帥的排球生涯開始於一所普通的中學。2006年，14歲的季道帥在山東省濰坊市七中讀書，在那裡他第一次接觸了排球，加盟了濰坊七中的男子排球隊，並代表球隊在2008年取得了全國中學生排球錦標賽第三名。2008年进入山东体工队，是山东男排中的新星。2009年全運會結束后，他成功進入到一隊，開始隨隊參加中國男子排球聯賽。2010-2011赛季男排对阵四川男排的比赛中，季道帅一人独揽12分，并在2010-2011赛季最佳扣球榜的榜单上占据第一的位置。
2012年年6月，季道帥第一次入選國家隊。同年9月，他隨隊征戰了亞洲杯，並獲得冠軍。